# هيلين أوكتافيا ديكنز
هيلين أوكتافيا ديكنز (بالإنجليزية: Helen Octavia Dickens)‏ ـ (1909 ـ 2001) هي طبيبة وأستاذة توليد وأمراض نساء أمريكية، كانت أول امرأة أفريقية أمريكية تحصل على شهادة البورد الأمريكي في التوليد وأمراض النساء، وأول امرأة أفريقية أمريكية تحصل على عضوية كلية الجراحين الأمريكية.